# Guéret (quận)
Quận Guéret là một quận của Pháp, nằm ở tỉnh Creuse ở miền trung nước Pháp, ở vùng Nouvelle-Aquitaine. Quận này có 15 tổng và 142 xã.

## Các đơn vị hành chính

### Các tổng
Các tổng của quận Guéret là: 
1. Ahun
2. Bénévent-l'Abbaye
3. Bonnat
4. Bourganeuf
5. Boussac
6. Châtelus-Malvaleix
7. Dun-le-Palestel
8. Le Grand-Bourg
9. Guéret-Nord
10. Guéret-Sud-Est
11. Guéret-Sud-Ouest
12. Jarnages
13. Pontarion
14. Saint-Vaury
15. La Souterraine

### Các xã
Các xã của quận Guéret, và mã INSEE là: 
| 1. Ahun (23001)                       | 2. Ajain (23002)                      | 3. Anzême (23004)                          | 4. Arrènes (23006)                        |
| 5. Augères (23010)                    | 6. Aulon (23011)                      | 7. Auriat (23012)                          | 8. Azat-Châtenet (23014)                  |
| 9. Azerables (23015)                  | 10. Bazelat (23018)                   | 11. Blaudeix (23023)                       | 12. Bonnat (23025)                        |
| 13. Bord-Saint-Georges (23026)        | 14. Bosmoreau-les-Mines (23027)       | 15. Bourganeuf (23030)                     | 16. Boussac (23031)                       |
| 17. Boussac-Bourg (23032)             | 18. Bussière-Dunoise (23036)          | 19. Bussière-Saint-Georges (23038)         | 20. Bénévent-l'Abbaye (23021)             |
| 21. Bétête (23022)                    | 22. Ceyroux (23042)                   | 23. Chambon-Sainte-Croix (23044)           | 24. Chamborand (23047)                    |
| 25. Champsanglard (23049)             | 26. Châtelus-Malvaleix (23057)        | 27. Châtelus-le-Marcheix (23056)           | 28. Chéniers (23062)                      |
| 29. Clugnat (23064)                   | 30. Colondannes (23065)               | 31. Cressat (23068)                        | 32. Crozant (23070)                       |
| 33. Domeyrot (23072)                  | 34. Dun-le-Palestel (23075)           | 35. Faux-Mazuras (23078)                   | 36. Fleurat (23082)                       |
| 37. Fresselines (23087)               | 38. Gartempe (23088)                  | 39. Genouillac (23089)                     | 40. Glénic (23092)                        |
| 41. Gouzon (23093)                    | 42. Guéret (23096)                    | 43. Jalesches (23098)                      | 44. Janaillat (23099)                     |
| 45. Jarnages (23100)                  | 46. Jouillat (23101)                  | 47. La Brionne (23033)                     | 48. La Celle-Dunoise (23039)              |
| 49. La Celle-sous-Gouzon (23040)      | 50. La Cellette (23041)               | 51. La Chapelle-Baloue (23050)             | 52. La Chapelle-Saint-Martial (23051)     |
| 53. La Chapelle-Taillefert (23052)    | 54. La Forêt-du-Temple (23084)        | 55. La Pouge (23157)                       | 56. La Saunière (23169)                   |
| 57. La Souterraine (23176)            | 58. Ladapeyre (23102)                 | 59. Lafat (23103)                          | 60. Lavaufranche (23104)                  |
| 61. Le Bourg-d'Hem (23029)            | 62. Le Grand-Bourg (23095)            | 63. Leyrat (23108)                         | 64. Linard (23109)                        |
| 65. Lizières (23111)                  | 66. Lourdoueix-Saint-Pierre (23112)   | 67. Lépinas (23107)                        | 68. Maison-Feyne (23117)                  |
| 69. Maisonnisses (23118)              | 70. Malleret-Boussac (23120)          | 71. Malval (23121)                         | 72. Mansat-la-Courrière (23122)           |
| 73. Marsac (23124)                    | 74. Masbaraud-Mérignat (23126)        | 75. Mazeirat (23128)                       | 76. Montaigut-le-Blanc (23132)            |
| 77. Montboucher (23133)               | 78. Mortroux (23136)                  | 79. Mourioux-Vieilleville (23137)          | 80. Moutier-Malcard (23139)               |
| 81. Moutier-d'Ahun (23138)            | 82. Méasnes (23130)                   | 83. Naillat (23141)                        | 84. Noth (23143)                          |
| 85. Nouzerines (23146)                | 86. Nouzerolles (23147)               | 87. Nouziers (23148)                       | 88. Parsac (23149)                        |
| 89. Peyrabout (23150)                 | 90. Pierrefitte (23152)               | 91. Pionnat (23154)                        | 92. Pontarion (23155)                     |
| 93. Rimondeix (23161)                 | 94. Roches (23162)                    | 95. Sagnat (23166)                         | 96. Saint-Agnant-de-Versillat (23177)     |
| 97. Saint-Amand-Jartoudeix (23181)    | 98. Saint-Christophe (23186)          | 99. Saint-Dizier-Leyrenne (23189)          | 100. Saint-Dizier-les-Domaines (23188)    |
| 101. Saint-Fiel (23195)               | 102. Saint-Georges-la-Pouge (23197)   | 103. Saint-Germain-Beaupré (23199)         | 104. Saint-Goussaud (23200)               |
| 105. Saint-Hilaire-la-Plaine (23201)  | 106. Saint-Hilaire-le-Château (23202) | 107. Saint-Laurent (23206)                 | 108. Saint-Léger-Bridereix (23207)        |
| 109. Saint-Léger-le-Guérétois (23208) | 110. Saint-Marien (23213)             | 111. Saint-Martin-Sainte-Catherine (23217) | 112. Saint-Maurice-la-Souterraine (23219) |
| 113. Saint-Pierre-Chérignat (23230)   | 114. Saint-Pierre-de-Fursac (23231)   | 115. Saint-Pierre-le-Bost (23233)          | 116. Saint-Priest-Palus (23237)           |
| 117. Saint-Priest-la-Feuille (23235)  | 118. Saint-Priest-la-Plaine (23236)   | 119. Saint-Silvain-Bas-le-Roc (23240)      | 120. Saint-Silvain-Montaigut (23242)      |
| 121. Saint-Silvain-sous-Toulx (23243) | 122. Saint-Sulpice-le-Dunois (23244)  | 123. Saint-Sulpice-le-Guérétois (23245)    | 124. Saint-Sébastien (23239)              |
| 125. Saint-Vaury (23247)              | 126. Saint-Victor-en-Marche (23248)   | 127. Saint-Yrieix-les-Bois (23250)         | 128. Saint-Éloi (23191)                   |
| 129. Saint-Étienne-de-Fursac (23192)  | 130. Sainte-Feyre (23193)             | 131. Sardent (23168)                       | 132. Savennes (23170)                     |
| 133. Soubrebost (23173)               | 134. Soumans (23174)                  | 135. Tercillat (23252)                     | 136. Thauron (23253)                      |
| 137. Toulx-Sainte-Croix (23254)       | 138. Trois-Fonds (23255)              | 139. Vareilles (23258)                     | 140. Vidaillat (23260)                    |
| 141. Vigeville (23262)                | 142. Villard (23263)                  |                                            |                                           |